# Molophilus (Molophilus) parviserratus
Molophilus (Molophilus) parviserratus is een tweevleugelige uit de familie steltmuggen (Limoniidae). De soort komt voor in het Australaziatisch gebied.